# 塞尔维涅
塞尔维涅（法語：Servigney，法語發音：[sɛʁviɲɛ]）是法国上索恩省的一个市镇，属于吕尔区。

## 地理
塞尔维涅（47°43'27"N, 6°18'2"E）面积5.78 平方千米，位于法国勃艮第-弗朗什-孔泰大區上索恩省，该省份为法国东部内陆省份，北起顺时针与孚日省、贝尔福地区省、杜省、汝拉省、科多尔省和上马恩省接壤。
与塞尔维涅接壤的市镇（或旧市镇、城区）包括：维松库尔、索村、布罗特莱吕克瑟伊、热讷夫雷。

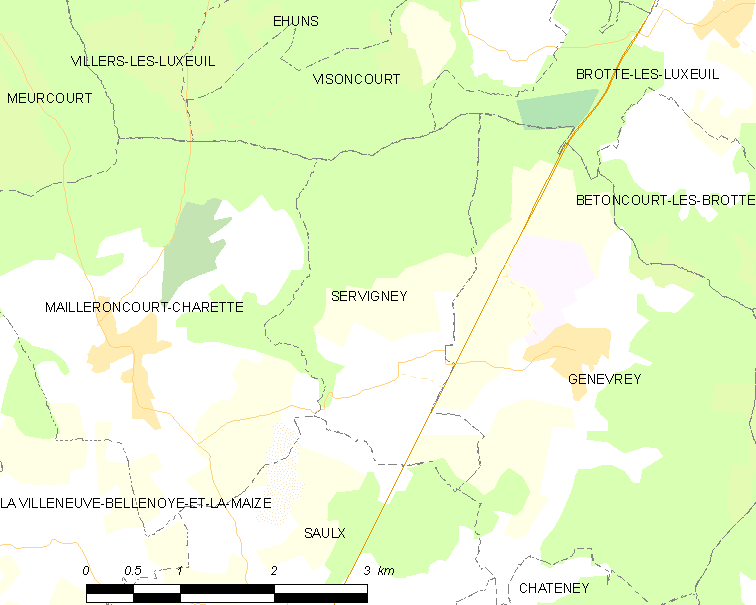
塞尔维涅的OSM定位图

塞尔维涅的时区为UTC+01:00、UTC+02:00（夏令时）。

## 行政
塞尔维涅的邮政编码为70240，INSEE市镇编码为70490。

## 政治
塞尔维涅所属的省级选区为吕尔第一县。

## 人口

1962-2008年间塞尔维涅人口变化图示

塞尔维涅于2022年1月1日时的人口数量为127人。